# アナジャコ
アナジャコ （穴蝦蛄、Upogebia major) は、エビ目（十脚目）アナジャコ下目アナジャコ科に分類される甲殻類の1種。
名称と見た目が似ているが、シャコとは類縁の遠い別の生物である。ただし、地域によってはアナジャコも俗に「シャコ」と呼ぶ。

## 概要
日本の北海道の太平洋側から瀬戸内海を経て九州熊本県までの区域、高知県、ロシア極東、朝鮮半島、中国山東省など黄海沿岸に分布する。泥干潟にY字型の深い巣穴を掘り、腹部にある遊泳脚を利用して海水の流れを起こし、口部付近に密生するヒゲでプランクトンやデトリタスを漉しとって食べる濾過摂食動物である。
日本列島沿岸域には、同じアナジャコ属 Upogebia のヨコヤアナジャコ、ナルトアナジャコなど数種が分布する。同じ科ではないが、生態の類似したオキナワアナジャコ科のオキナワアナジャコ Thalassina anomara が琉球列島のマングローブ林や塩性湿地に生息している。大型であること、入り口に巨大な泥の塚を備えた長大な巣穴を掘ることで目立つ存在である。

## 生態

### 特徴
体長は雄雌ともに10cm前後。体は全体的に柔らかく、第一胸脚は大きな可動指と小さな不動指で不完全なハサミ状となる。頭胸甲は鰓域が発達し左右に膨れる。腹部は前半部がやや細く、下部に遊泳脚と呼ばれるヒレ状の腹肢を持つ。メスの腹肢は5対だが、オスは第1腹肢を欠くので4対しかない。
春から夏にかけてが繁殖期で、雌は腹部に抱卵する。孵化後は約2週間ほどの間に3期のゾエア幼生、デカポディッド幼生を経て着底し若個体となる。
なお巣穴を一時的に利用するものも含め、生活環にアナジャコを利用する多くの生物が存在する。直接アナジャコの身体を利用するものとして、体表にアナジャコウロコムシなどの多毛類や、胸脚の間に二枚貝のマゴコロガイ Peregrinamor oshimai が付着する。。その他寄生的なものとして、腹部にシタゴコロガニが付着するほか、等脚目のエビヤドリムシ類が腹部や䚡室内に、顎脚綱のフクロムシ類が腹部に付着する。

### 巣穴
幼体は着底後に巣穴を掘り始め、体の成長に合わせて巣穴を径、長さともに大きく掘り進める。成体の巣穴は深いもので2mを超え、上部50cm程度のU字型部分と、その下に長くつながる棒状の部分から成る。干潟表面の巣穴は数mmであるが、深さ数cm以下の部分で膨大し、直径2-2.5cmとなる。成体の住む巣穴は巣穴の内面は粘土を固めてチューブ状に滑らかに整えられている。泥干潟の深い部分は嫌気的で還元性の粘土質の土壌であり、それを掘り上げて内壁とし、そこに酸素が豊富な海水を通すことから、粘土が酸化されてより強固に固まるためと言われる。
巣穴は他の生物に対して様々な影響を与えている。巣穴を利用するものとしてヒモハゼ、ビリンゴなどの小型ハゼ類や、クボミテッポウエビやトリウミアカイソモドキなどエビ・カニ類、カイアシ類、多毛類、二枚貝、ホウキムシ類などの共生が見られる。また内壁にはバクテリアが多く、大量の巣穴により干潟の有機物を分解する表面積を増やし、濾過食であることによる、自身の濾過能力と巣穴内の水の循環と併せ、アナジャコは干潟が持つ海水の浄化能力に大きく寄与していると考えられる
。

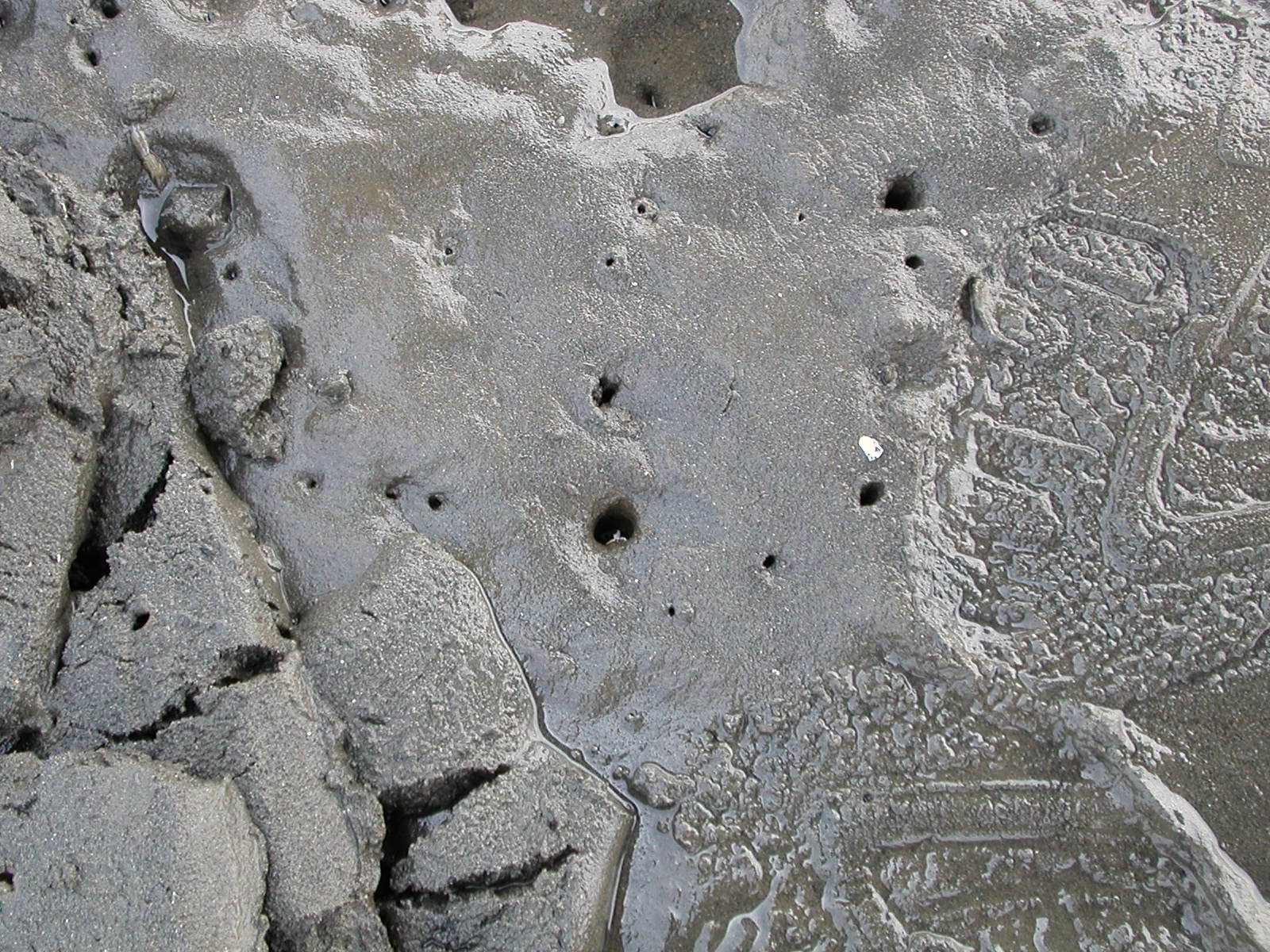
アナジャコの巣穴。干潟表面の開口部は5-8mm程度で、小さな穴が開くのみである
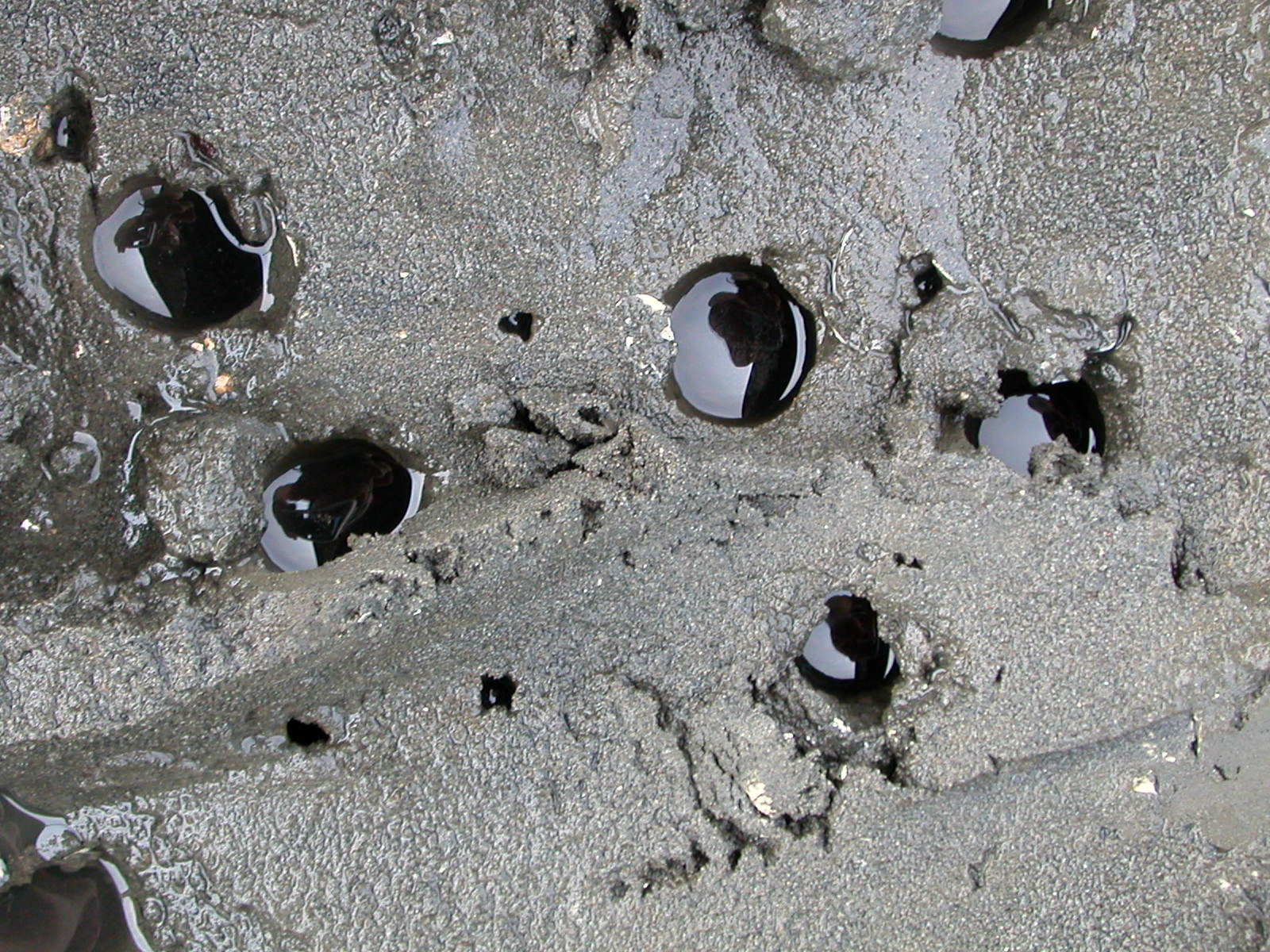
干潟の表土を数cm削り取ると、直径2cm-2.5cmの巣穴が現れる

## 近縁種
同じアナジャコ属には主に下記の種がある。
- Upogebia issaeffi - バルスアナジャコ。
- Upogebia sakaii - コブシアナジャコ。
- Upogebia yokoyai - ヨコヤアナジャコ。高知県の干潟でよくみられる。
- †Upogebia hibiki - 福岡県北九州市で化石として発見。アジア最古とされる。
- †Upogebia mizunamiensis - ミズナミアナジャコ。岐阜県瑞浪市で化石として発見。
- †Upogebia striata - 岡山県津山市で化石として発見。
- †Upogebia tanegashimensis - 鹿児島県種子島で化石として発見。

また、同じ属に分類されていた種に下記がある。
- Austinogebia narutensis - ナルトアナジャコ。
- Austinogebia wuhsienweni - 中国語「伍氏奧螻姑蝦」。台湾に生息。
- Austinogebia edulis - 中国語「美食奧螻蛄蝦」。台湾に生息。

## 捕獲法
アナジャコの巣穴は深く、巣穴を掘り返して捕獲するのは困難かつ非効率である。しかし、アナジャコが巣穴を守る性質を利用する「アナジャコ釣り」という方法で簡単に捕獲できる。

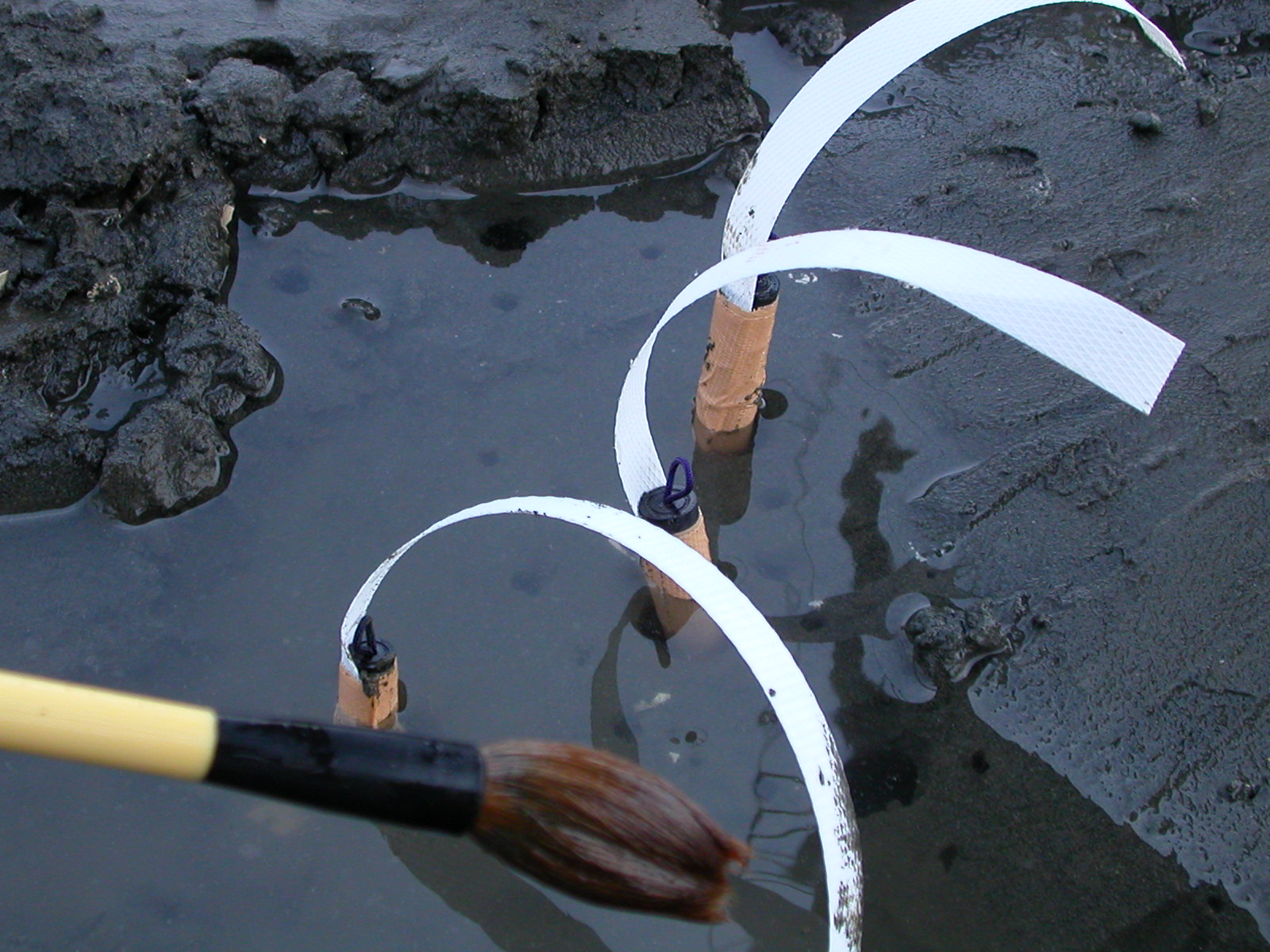
アナジャコ釣りに用いる筆。筆にはビニール紐をつけてある。
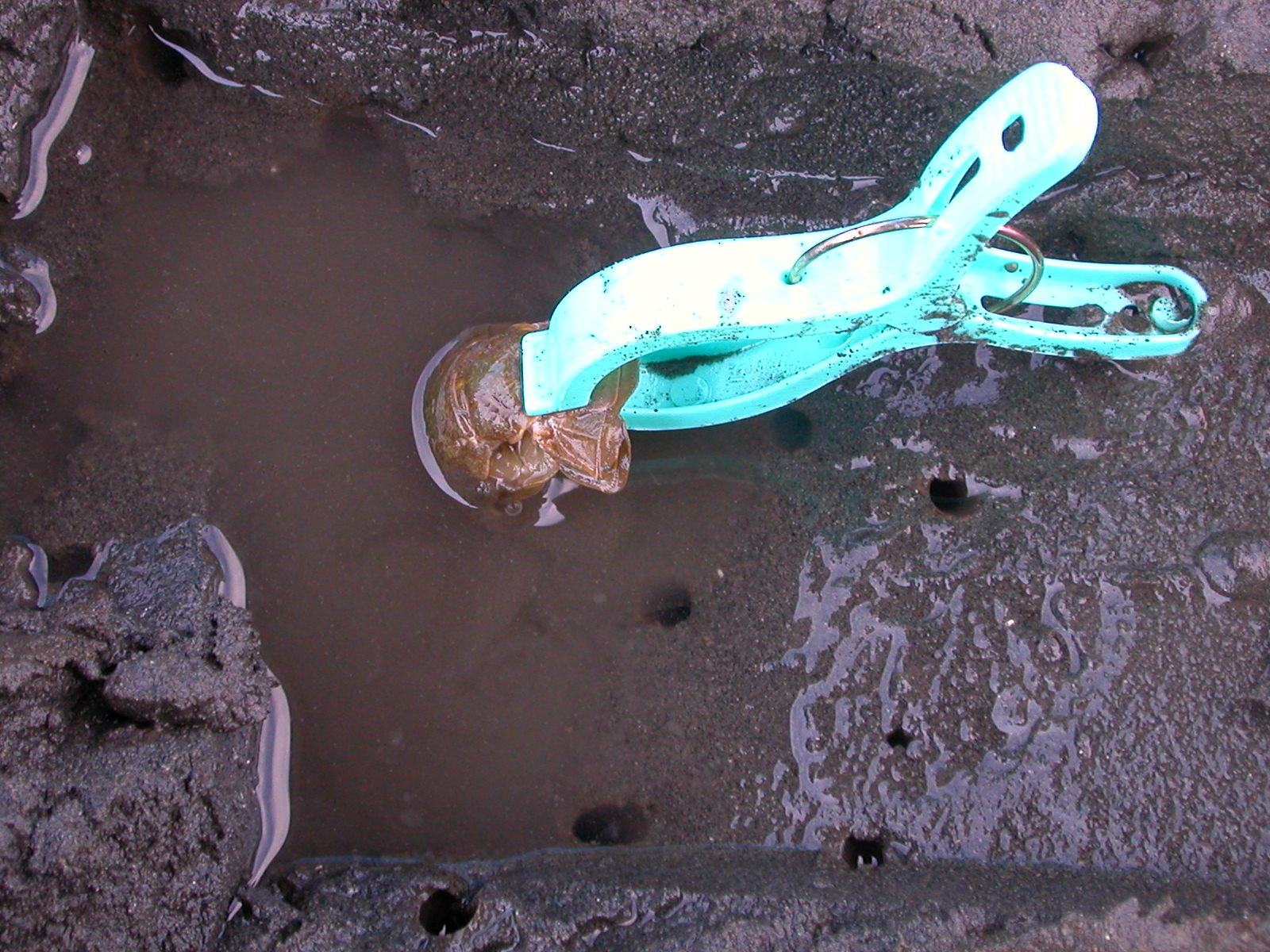
おとりが巣穴に入り込んでいる状態。

筆を利用するアナジャコ釣り
アナジャコが生息する泥干潟の表層数cmを削り取るとアナジャコの巣穴が現れる。このアナジャコの巣穴に筆を差し込むと、アナジャコは巣穴を守るために異物を押し出そうとするため、筆が外に押し出されてくる。アナジャコの第一胸脚が巣穴の入口付近まで来たところを手で捕獲する。捕獲時には、極力両側の胸脚を押さえることが好ましい。片方の胸脚のみを押さえるとアナジャコは自切して逃げてしまうことが多い。
アナジャコの「友釣り」
他のアナジャコが巣穴に入り込むと、本来その巣に生息する個体は、筆よりも高い確率で侵入者を押し出そうとし、押し出した後も入口付近に留まり侵入者を威嚇する。この習性を利用し、おとりのアナジャコの尾に洗濯ばさみ等をつけ、巣穴に潜り込ませる。おとりの動きを妨害せず、かつおとりに逃げられないためにちょうどいい大きさの洗濯ばさみを利用する必要があるが、慣れると筆の場合より簡単に捕獲することができる。
味噌を使った捕獲法
韓国では、穴にテンジャンと呼ばれる味噌に似た調味料を入れて出てこさせる方法が取られる。

## 食材としての利用
日本では食材として一般的ではなく、あまり流通しないが、知る人ぞ知る季節の美味ともいわれる。塩茹で、素揚げ、唐揚げ、天ぷら、味噌汁などに利用できる。クセがあるため、調理法は限られている。
殻は柔らかくほとんど丸のまま食べられるが、頭部先端付近のみ硬く鋭いので、ここを切除するとよい。
アナジャコを食べる習慣がある地域として主に以下のものがある。なお、下記の内で国内における地域ではアナジャコのことを単に「シャコ」と呼ぶ場合がある。

### 岡山県
瀬戸内海沿岸の岡山県近辺ではアナジャコを食べる習慣があり、アナジャコ料理は郷土料理となっている。特に浅口市寄島町・笠岡市・倉敷市玉島が産地として有名で、同地域は地元産のアナジャコを利用したアナジャコ料理が名物となっている。特に倉敷市玉島の高梁川河口で取れたものは、地名から名を取り「乙島シャコ」（おとしましゃこ）、同様に寄島町のものは「寄島シャコ」という名称でブランド化している。
- 酢漬け
- 揚げ物（フライ・天ぷら・唐揚げなど）
- 煮付け
- 塩茹で
- シャコ飯
- シャコ丼（アナジャコ丼） - 岡山県浅口市寄島町の郷土料理で、アナジャコを揚げたものを、丼に盛ったご飯の上に具材と一緒に乗せ、たれを掛ける[13]。

### 熊本県
熊本県荒尾市では有明海の干潟で採れるものを「まじゃく」と称して、塩ゆで、天ぷら、素揚げなどにして食べることが多い。
- しゃくみそ - 熊本県八代市、玉名市では、すりつぶして塩辛にしたものを「しゃくみそ」と呼ぶ。しかしこれは人食いバクテリアとも呼ばれるビブリオ・バルニフィカスの感染源となることがある[14]。

### 台湾西部
台湾西部の彰化県鹿港鎮では、アナジャコ科のAustinogebia edulis（美食奧螻蛄蝦）などを唐揚げにして食べることが盛んで、この料理を「蝦猴酥」（台湾語 ヘーカウソー）と呼び、名物となっている。

## 釣り餌としての利用
食用以外にも、釣りや延縄の餌として使うこともある。釣具店では通称カメジャコとして販売され、スズキ、チヌ、カレイ、マダイ等の大型肉食魚を漁獲するのに用いられる。とくにスズキ狙い等での投げ釣りでは、外殻が軟弱な近縁種のスナモグリ（ボケ）よりも針外れしにくいため、遠投に適している。